# Davis Township (comté de Lafayette, Missouri)
Pour les articles homonymes, voir Davis Township.
Davis Township est un ancien township, situé dans le comté de Lafayette, dans le Missouri, aux États-Unis,.
Le township est fondé en 1830 et baptisé en référence au cours d'eau Davis Creek (en).

### Source de la traduction
- (en) Cet article est partiellement ou en totalité issu de l’article de Wikipédia en anglais intitulé « Davis Township, Lafayette County, Missouri » (voir la liste des auteurs).